# Mors Kochanski
Mors Kochanski, né le 10 novembre 1940 en Saskatchewan et mort le 5 décembre 2019, est un naturaliste, éducateur, instructeur de survie et auteur canadien notable spécialiste du milieu forestier boréal.

## Biographie

### Jeunesse
Mors Kochanski est né en 1940 au Canada, cinquième d'une famille de six enfants ayant émigré de Pologne en 1938. Il a grandi dans une ferme isolée de la Saskatchewan en aidant son père, qui avait été charpentier bâtisseur de moulins en Pologne. En 1954, il déménage avec ses parents à Prince Albert.
Son père ayant combattu durant la Première Guerre mondiale et ayant fui la Pologne avant l'invasion allemande pensait qu'il devait préparer ses fils à une carrière militaire. Pendant trois ans, il est cadet de la marine canadienne. Il y traversera notamment le canal de Panama. Deux ans plus tard, il quitte l'armée avec une décharge honorable après avoir échoué à ses examens en ingénierie chimique.
De 1960 à 1964 il suit des cours à l'université de la Saskatchewan notamment en anthropologie, psychologie, géologie et écriture. Il est suspendu au bout de quatre ans pour « absence d'orientation ».

### Carrière professionnelle
À la suite de cette expérience, Mors Kochanski décide de devenir spécialiste des milieux naturels et des activités en plein air, cependant ne pouvant pas vivre de cette activité il exerce plusieurs autres métiers en parallèle, notamment dessinateur technique, technicien en bétons, géomètre arpenteur, assistant géologue et travailleur social.
C'est à cette époque qu'il passe son brevet de pilote.

### Carrière d'instructeur
En 1968, Mors Kochanski est embauché par le Blue Lake Centre (près d'Hinton, Alberta) pour mettre en place un programme d'éducation en plein air. À la même époque il rencontre Tom Roycroft, consultant civil en chef pour l'école de survie du Commandement aérien des Forces canadiennes.
Durant les années 1970, Mors Kochanski est professeur associé à la faculté d'éducation physique de l'Université de l'Alberta. Il est rédacteur du magazine Alberta Wilderness Arts and Recreation et effectue des missions de conseil pour plusieurs agences gouvernementales.
En 1986, il est approché pour écrire un livre sur la survie et les activités en plein air en forêt boréale canadienne initialement intitulé Northern Bushcraft. Ce livre devient un best-seller au Canada faisant l'objet de plusieurs rééditions. Le titre est une référence aux livres The Ten Bushcraft Books de Richard Graves consacré aux activités en plein air dans le bush australien. Le titre sera ultérieurement raccourci en Bushcraft.
Mors Kochanski réside en Alberta, il y écrit pour des publications, publie de nouveaux ouvrages, donne des conférences et participe à des manifestations sur l'organisation d'expéditions, les techniques de survie, les activités en plein air, les techniques traditionnelles des premières nations et inuit, la faune et la flore boréale.
Il enseigne également la survie à des équipes militaires ou encore à l'Université du Montana.

## Inspiration
Parmi ses principales inspirations Mors Kochanski cite Richard Graves (en), Tom Roycroft et Vilhjalmur Stefansson.

## Publications notables
- Northern Bushcraft, 1988  (ISBN 1-871890-30-6)
- Bush Arts, 1989  (ISBN 0-919433-49-9)
- Bushcraft, 1998  (ISBN 1-55105-122-2)